# بركان 3 (صاروخ)
بركان- 3 هو الجيل الثالث من منظومة صواريخ بركان البالستية بعيدة المدى وتقول حركة أنصار الله الحوثيين إنها قامت بصناعته بخبرات محلية، وتضم منظومة بركان صواريخ مطورة من صواريخ إسكود، ويعتقد أن مداه يصل إلى أكثر من 1200 كيلو، استخدم لأول مرة في 1 أغسطس 2019.

## مواصفات الصاروخ
- النوع: صاروخ باليستي [1]
- المدى: (اكثر من 1200كم[4] - 1400كم[5])
- منصات اطلاق: ثابتة ومتحركة[4]

## دخول الخدمة
أعلن المتحدث باسم وزارة الدفاع في حكومة الإنقاذ الوطني غير المعترف بها دوليا أغسطس استخدام صاروخ بركان 3 في قصف هدف عسكري في المنطقة الشرقية في المملكة العربية السعودية.

## الدعم الإيراني
وتتهم الحكومة اليمنية المعترف بها دولياً والتحالف العربي لدعم الشرعية والمملكة العربية السعودية ايران بنقل الصواريخ البالستية وتقنيات إنتاجها وتطويرها للحوثيين في اليمن، في حين تنفي جماعة الحوثي الدعم الايراني بسلاح وتعلن أن جميع صواريخها أُنْتِجَت محلياً من قبل هيئة التصنيع الحربي في الجيش اليمني ووحدة القوة الصاروخية.